# Al-Quwwat al-Jawwiyya al-Sa'udiyya
La Al-Quwwat al-Jawwiyya al-Sa'udiyya (in arabo القوات الجوية الملكية السعودية‎?) è l'attuale aeronautica militare dell'Arabia Saudita e parte integrante delle forze armate saudite.
Dopo la Israeli Air Force (900 aerei) la RSAF possiede la seconda forza aerea del Medio Oriente e si è evoluta da forza militare largamente difensiva in una con capacità offensive avanzate. La RSAF gestisce la terza flotta, come consistenza numerica, di F-15 dopo la USAF e la JASDF.

## Aeromobili in uso
Sezione aggiornata annualmente in base al World Air Force di Flightglobal del corrente anno. Tale dossier non contempla UAV, aerei da trasporto VIP ed eventuali incidenti occorsi durante l'anno della sua pubblicazione. Modifiche giornaliere o mensili che potrebbero portare a discordanze nel tipo di modelli in servizio e nel loro numero rispetto a WAF, vengono apportate in base a siti specializzati, periodici mensili e bimestrali. Tali modifiche vengono apportate onde rendere quanto più aggiornata la tabella.
| Aeromobile                           | Origine                            | Tipo                                                    | Versione (denominazione locale)     | In servizio (2024) | Note | Immagine |
| Aerei da combattimento               |                                    |                                                         |                                     |                    | |          |
| Eurofighter Typhoon                  | Regno Unito Germania Italia Spagna | caccia multiruoloconversione operativa                  | Typhoon FGR4Typhoon T1A             | 4724               | 72 EF-2000 ordinati il 17 settembre 2007, e divisi in 3 Batch. Il Batch 1 comprendeva 12 monoposto e 12 biposto, il Batch 2 18 monoposto e 6 biposto mentre il Batch 3 comprendeva 18 monoposto e 6 biposto. Al 13 settembre 2017 erano 71 gli esemplari in servizio, in quanto un EF-2000A è andato distrutto durante una missione di combattimento in Yemen. Un MOI (memorandum of intent) per ulteriori 48 esemplari è stato firmato il 9 marzo 2018, ma l'ordine era rimasto bloccato a causa di un embargo da parte della Germania, eliminato, poi, a fine 2023. |          |
| Boeing F-15 Eagle                    | Stati Uniti                        | superiorità aereacaccia multiruoloconversione operativa | F-15CF-15SAF-15D                    | 5714921            | 70 F-15C monoposto e 16 F-15D per conversione operativa, successivamente, seguiti da 70 F-15S derivati dalla versione F-15E Strike Eagle. Nel 2012 sono stati ordinati 84 F-15SA “Saudi Advanced” al cui standard sono stati portati 68 dei precedenti F-15S (saranno 66 per la perdita di due esemplari negli ultimi due anni). I primi 4 F-15SA (composti da un paio di F-15S refittati ed una coppia di velivoli nuovi di fabbrica) sono giunti nella base aerea di King Khalid/Khamis Mushayt il 27 dicembre 2016. Gli ultimi F-15SA nuovi di fabbrica sono stati consegnati a dicembre 2020, mentre l'ultimo dei 66 esemplari retrofittati sarà consegnato nel 2026. Un F-15SA è stato perso il 25 ottobre 2022. |          |
| Panavia Tornado                      | Regno Unito Germania Italia        | caccia multiruolo                                       | Tornado IDS                         | 80                 | Dei 96 IDS consegnati ne restano in servizio 80, tutti sottoposti ad upgrade nel 2006 e che dovrebbero rimanere in servizio fino al 2025. |          |
| Aerei AWACS e Impieghi speciali      |                                    |                                                         |                                     |                    | |          |
| Saab 2000 Erieye                     | Svezia                             | AEW                                                     | Saab 2000AEW                        | 2                  | 2 Saab 2000AEW&C ricevuti il 16 dicembre 2014. |          |
| Boeing E-3 Sentry                    | Stati Uniti                        | AWACS                                                   | E-3A                                | 5                  | 5 esemplari consegnati tra il giugno 1986 ed il settembre 1987 che sono stati sottoposti ad un primo upgrade del radar AN/APY-2 entro maggio 2017, e che saranno nuovamente aggiornati entro il 2026 per ricevere un upgrade più importante per portarli al block 40/45 come gli aerei americani e francesi. |          |
| Boeing RE-3                          | Stati Uniti                        | aereo da ricognizione                                   | RE-3A TASSRE-3B ITASS               | 21                 | Si ritiene che i sauditi abbiano modificato fino a tre delle loro aerocisterna/cargo KE-3A in aerei SIGINT RC-135 Rivet Joint, ridesignandone 2 RE-3A Tactical Airborne Surveillance System (TASS), ed 1 RE-3B RE-3B Improved Tactical Airborne Surveillance System RE-3B (ITASS). Tutti in servizio al giugno 2022. |          |
| Beechcraft King Air 350              | Stati Uniti                        | ISR                                                     | B350i ISR                           | 8                  | 4 B350i, inizialmente senza apparati ISR, furono consegnati nel marzo del 2014. |          |
| Aeromobili a pilotaggio remoto - UAV |                                    |                                                         |                                     |                    | |          |
| CAIG Wing Loong                      | Cina                               | UAV                                                     | Wing Loong IWing Loong II           | 1550               | 15 Wing Loong I ordinati nel 2014, più 50 Wing Loong II ordinati nel 2017. |          |
| CASC Rainbow                         | Cina                               | UAV                                                     | CH-4                                | 5                  | 5 CH-4 ordinati nel 2014. |          |
| Aerei per rifornimento in volo       |                                    |                                                         |                                     |                    | |          |
| Airbus A330 MRTT                     | Unione europea                     | Rifornimento in volo                                    | A330 MRTT                           | 6                  | 6 aerei ordinati e consegnati: il primo il 23 gennaio 2013, il secondo il 15 febbraio 2013, il terzo il 25 giugno 2013, il quarto il 23 aprile 2014, il quinto il 27 marzo 2015, il sesto e ultimo il 15 giugno 2015. Ulteriori 4 esemplari ordinati il 10 luglio 2024. |          |
| Boeing KE-3A                         | Stati Uniti                        | Rifornimento in volo                                    | KE-3A                               | 4                  | 3 dei 7 esemplari in organico sono stati trasformati in aerei SIGINT RE-3A/B, variante da ricognizione e sorveglianza simile all'RC-135 Rivet Joint statunitense. |          |
| Lockheed KC-130 Hercules             | Stati Uniti                        | Rifornimento in volo                                    | KC-130H                             | 7                  | 7 KC-130H in servizio al giugno 2022. |          |
| Lockheed Martin KC-130J Hercules II  | Stati Uniti                        | Rifornimento in volo                                    | KC-130J                             | 2                  | |          |
| Aerei da trasporto                   |                                    |                                                         |                                     |                    | |          |
| CASA CN-235                          | Spagna                             | aerei da trasporto tattico                              | CN-235W                             | 4                  | 4 ordinati nel 2015. |          |
| Lockheed C-130 Hercules              | Stati Uniti                        | aerei da trasporto tattico                              | C-130EC-130H                        | 319                | 3 C-130E e 19 C-130H in servizio al giugno 2022. |          |
| Lockheed C-130J Hercules II          | Stati Uniti                        | Aerei da trasporto                                      | C-130J                              | 0                  | 20 ordinati. |          |
| Beechcraft King Air 350              | Stati Uniti                        | Aerei da trasporto                                      | B350                                | 9                  | |          |
| Citation Bravo                       | Stati Uniti                        | Aerei da trasporto                                      | Citation Bravo                      | 4                  | |          |
| Gulfstream IV                        | Stati Uniti                        | Aerei da trasporto                                      | Gulfstream IV                       | 2                  | |          |
| Jetstream 31                         | Regno Unito                        | Aerei da trasporto                                      | Jetstream 31                        | 1                  | |          |
| Aerei da addestramento               |                                    |                                                         |                                     |                    | |          |
| Cirrus SR22                          | Regno Unito                        | aereo da addestramento basico                           | SR22                                | 25                 | 25 SR22 ordinati nel 2012. |          |
| BAE Hawk                             | Regno Unito                        | Aerei da addestramento                                  | Hawk Mk. 65Hawk Mk. 65AHawk Mk. 165 | 69                 | 44 Mk. 165 ordinati. Un esemplare è precipitato il 15 ottobre 2018. |          |
| Pilatus PC-21                        | Svizzera                           | Aerei da addestramento                                  | PC-21                               | 55                 | 55 PC-21 ordinati nel 2012 e tutti consegnati. |          |
| PAC MFI-17 Mushshak                  | Pakistan                           | Aerei da addestramento                                  | MFI-17                              | 18                 | 20 MFI-17 consegnati tra il 2004 e il 2007. |          |
| Elicotteri                           |                                    |                                                         |                                     |                    | |          |
| Agusta-Bell 212                      | Stati Uniti Italia                 | elicotteri utility                                      | AB 212AB 412                        | 36                 | |          |
| Eurocopter AS532 Cougar              | Francia                            | elicotteri utility                                      | AS 532                              | 15                 | |          |
| Sikorsky UH-60 Blackhawk             | Stati Uniti                        | Elicottero utilityelicottero multiruolo                 | S-70UH-60L                          | 2                  | |          |

## Aeromobili ritirati
- Pilatus PC-9 - 48 esemplari (?-?)
- Panavia Tornado ADV - 24 esemplari (1989-2006)[43]
- Northrop F-5E Tiger II
- Northrop F-5F Tiger II
- Northrop RF-5E Tigereye
- Agusta-Bell AB-206A
- Agusta-Bell AB-205A
- Dassault Mirage 5SDE
- Dassault Mirage 5SDD
- English Electric Lightning F.52/F.53
- English Electric Lightning T.55
- BAC Strikemaster Mk. 80/80A
- North American F-86 Sabre
- North American T-28A Trojan
- Agusta ASH-3D/TS Sea King - 3 esemplari (?-?)[44]